# Periclimenaeus spongicola
Periclimenaeus spongicola är en kräftdjursart som beskrevs av Lipke Bijdeley Holthuis 1952. Periclimenaeus spongicola ingår i släktet Periclimenaeus och familjen Palaemonidae. Inga underarter finns listade i Catalogue of Life.